# Palomar Observatory Sky Survey
La National Geographic Society – Palomar Observatory Sky Survey (NGS-POSS) va ser un important sondeig astronòmic, que va portar gairebé 2.000 plaques fotogràfiques del cel nocturn. Es va dur a terme a l'Observatori Palomar, Califòrnia, Estats Units, i es va completar a finals de 1958.

## Observacions
Les fotografies van ser preses amb el telescopi Samuel Oschin de 48 polzades a l'Observatori Palomar, i el sondeig astronòmic es va finançar amb una subvenció de la National Geographic Society a la California Institute of Technology. Entre les principals ments darrere del projecte es trobaven Edwin Hubble, Milton L. Humason, Walter Baade, Ira Sprague Bowen i Rudolf Minkowski. La primera placa fotogràfica va ser exposada l'11 de novembre de 1949. El 99% de les plaques van ser preses abans del 20 de juny de 1956, però l'últim 1% no es va completar fins al 10 de desembre de 1958.
El sondeig va utilitzar plaques fotogràfiques quadrades de 14 polzades, que cobrien uns 6° de cel per costat (aproximadament 36 graus quadrats per placa). Cada regió del cel es va fotografiar dues vegades, una vegada emprant una placa sensible vermella Kodak 103a-E, i una vegada amb una placa blava sensible Kodak 103a-O
El sondeig originalment estava destinat a cobrir el cel des del pol nord celeste fins a una declinació de -24°. Aquesta xifra especifica la posició del centre de plaques, de manera que la cobertura real del pla original hauria estat d'uns -27°. S'esperava que serien necessaris 879 parells de plaques. Tanmateix, el sondeig es va estendre en última instància als centres de placa de -30°, proporcionant cobertura irregular a una declinació de -34°, tan al sud, i emprant 936 parells de plaques totals.
La magnitud límit del sondeig va variar depenent de la regió del cel, però normalment se cita com a magnitud 22 de mitjana.

## Publicació
L'NGS-POSS va ser publicat poc després del sondeig es va completar com una col·lecció de 1.872 impressions negatives fotogràfiques cada una de 14 "x 14". A principis dels setanta hi va haver una altra "impressió" del sondeig, aquesta vegada amb impressions negatives fotogràfiques de 14 x 17".
La llibreria del California Institute of Technology solia vendre impressions de determinades regions POSS. Les regions van ser escollides per donar suport als exercicis educatius i el conjunt era una eina d'ensenyament curricular.
El 1962, el Whiteoak Extension, composta per 100 plaques sensibles a la xarxa que amplien la cobertura a la declinació de -42°, es va completar i es va publicar com a impressions negatives fotogràfiques de grandària idèntica. El Whiteoak Extension es troba sovint a les biblioteques emmagatzemades com a apèndix o acompanyant a l'edició impresa fotogràfica de l'NGS-POSS. Això proporciona la quantitat d'impressions a 1.972 per a la majoria dels titulars d'una edició fotogràfica de l'NGS-POSS.
El 1981, Robert S. Dixon, de l'Ohio State University, va publicar un conjunt de Mapes de superposició de transparència de l'NGS-POSS. Aquest treball es troba normalment en qualsevol lloc on es porti a terme una edició impresa fotogràfica de l'NGS-POSS.

## Feines derivades
Molts catàlegs astronòmics són derivats parcials del NGS-POSS (per exemple, el Catàleg de Nebuloses Planetàries d'Abell), que es va utilitzar durant dècades amb la finalitat de catalogar i classificar objectes celestes, especialment en estudis de morfologia de galàxies.
Es van descobrir innombrables objectes astronòmics per part dels astrònoms que estudien les fotografies del NGS-POSS.
El 1986, es va començar a treballar en una versió digital del NGS-POSS. Vuit anys després, es va completar l'escaneig de les plaques NGS-POSS originals. Les imatges digitals resultants van ser comprimides i publicades com Digitized Sky Survey el 1994. La Digitized Sky Survey va estar disponible en un conjunt de 102 CD-ROM, i també es pot consultar a través de diverses interfícies web.
El 1996, una versió encara més comprimida, [[RealSky]], va ser comercialitzada per l'Astronomical Society of the Pacific.
El 2001, un catàleg que identifica més de 89 milions d'objectes en el NGS-POSS es va col·locar en línia com a part del Catàleg Minnesota Automated Plate Scanner del POSS I. El catàleg també es va distribuir en un conjunt de 4 DVD-ROM. El catàleg conté posicions exactes del cel i mesuraments de brillantor per a tots aquests objectes, així com paràmetres més esotèrics com l'el·lipticitat, l'angle de posició i l'índex de concentració.